# Semimytilus pseudocapensis
Semimytilus pseudocapensis is een tweekleppigensoort uit de familie van de Mytilidae. De wetenschappelijke naam van de soort is voor het eerst geldig gepubliceerd in 1931 door Lamy.